# ناندار (ناشطة)
ناندو جياوالى (مواليد 1995)، المعروفة باسم ناندار، ناشطة نسوية في ميانمار. وهى مؤسسة مجموعة النسويات الأرجوانية وتستضيف المدونة الصوتية «جي تاو جار وين» باللغة البورمية و«محادثات نسوية» باللغة الإنجليزية.
في عام 2020 أُدرِجت في قائمة 100 امرأة من الشخصيات النسائية المؤثرة التي تبثها هيئة الإذاعة البريطانية.

## نشأتها
ولدت ناندار عام 1995 في مانسام، وهى بلدة في منطقة نامتو، في ولاية شان بميانمار. توفى والدها بنوبة صرع عندما كانت في سن المراهقة. رفضت والدتها التي كانت حاضرة أثناء النوبة مساعدته لأنها كانت في فترة الحيض، ودفعتها التقاليد الثقافية إلى الاعتقاد بأن لمسه سيؤدى إلى تفاقم أعراضه.
كان هذا بمثابة علامة على مراهقة ناندار وقادها بعد ذلك إلى ان تصبح معلمة وناشطة في قضايا الجنس والنوع.
رفضت الزواج والبقاء في مسقط رأسها، وواصلت بدلاً من ذلك التعليم في يانغون، وأكملت تعليمها من خلال برامج المنح الدراسية في تايلاند وبنغلاديش.

## حياتها العملية
انخرطت ناندار بشكل مباشر في النشاط النسوي في عام 2017، حيث قامت بترجمة مقال تشيماماندا نغوزى أديتشى «يجب علينا جميعًا ان نكون نسويات» إلى البورمية 
وذهبت لترجمة البيان الرسائلى للمؤلفة أديشى من كتابها «عزيزتى إيجاويلى» أو ما يعرف بالبيان النسوى في خمسة عشر اقتراحا.
في عام 2018 ترجمت ناندار وأنتجت وأدت في أول إنتاج للكاتبة المسرحية إيف أنسلر مسرحيتها التي تحمل عنوان (مناجاة المهبل) في ميانمار، وقد تم عرض ميانمار الإنتاج في العامين التاليين أيضًا
بعد العمل في منظمة (نسوية هطول المطر) في يانغون، أسست ناندار المنظمة النسوية الناشطة (مجموعة النسويات الأرجوانية) والتي تعزز ألم الخاصة على أنحاء ميانمار وتنشر الوعى بحقوق الانسان، كما تدافع عن العنف ضد المرأة وتحارب المحرمات في مجتمع ميانمار. وفي أغسطس 2019 أطلقت ناندار من خلال المجموعة الناشطة (النسويات الأرجوانية) البودكاست الأول «جي تاو جار وين» والذي يهدف إلى إعطاء صوت لنساء ميانمار.
والبودكاست الذي أطلقت عليه اسم يشبه «المرأة الفضولية»، وهى إهانة بورمية موجهة عادة إلى النساء الأكبر سنا اللواتى يعانين من الفضولية، كما يتناول البودكاست مواضيع أخرى مثل الحيض والاجهاض والموافقة، ويعرض البودكاست محادثات مع كل من الخبراء، والنساء المجهولات اللاتى يروين قصصهم الخاصة.
وفي يوليو 2020 أطلقت ثانى بودكاست للمحادثات النسوية باللغة الانجليزية بهدف الوصول إلى جمهور أوسع. وعلى الرغم من أن البث الصوتي لا يحظى بشعبية خاصة في ميانمار إلا أن هدف ناندار هو الوصول إلى الأشخاص الذين لم ينالوا القسط الكافي من التعليم أو لا يستطيعون القراءة 
بعد انقلاب ميانمار عام 2021 انخرطت ناندار أيضا في الاحتجاجات المناهضة للانقلاب قائلة: «سأقارن الديكتاتورية بالبطريركية والديمقراطية بالنسوية.» في عام 2020 تم ادراجها في قائمة 100 امرأة من الشخصيات النسائية المؤثرة التي تبثها هيئة الإذاعة البريطانية.